# Doupovské Hradiště
Doupovské Hradiště – miejscowość i gmina (obec) w Czechach, w kraju karlowarskim, w powiecie Karlowe Wary. W 2022 roku liczyła 160 mieszkańców.